# بنی تاک
بنی تاک ، روستایی است از توابع بخش صالح آباد شهرستان تربت جام در استان خراسان رضوی.
این روستا در دهستان قلعه حمام قرار دارد و بر اساس سرشماری سال ۱۳۸۵ جمعیت آن (430خانوار) 2200نفر 
بوده‌است.